# Карденахлишвили, Сергей Цкалобович
Сергей Цкалобович Карденахлишвили (1907 год, село Велисцихе, Сигнахский уезд, Тифлисская губерния, Российская империя — дата смерти неизвестна, село Велисцихе, Гурджаанский район, Грузинская ССР) — звеньевой колхоза имени Орджоникидзе Велисцихского сельсовета Гурджаанского района, Грузинская ССР. Герой Социалистического Труда (1949).

## Биография
Родился в 1907 году в крестьянской семье в селе Велисцихе Сигнахского уезда (сегодня — Гурджаанский муниципалитет). Окончил местную сельскую школу. Трудился в частном сельском хозяйстве. После начала коллективизации трудился рядовым колхозником в колхозе имени Орджоникидзе Гурджаанского района. В послевоенное время — звеньевой в этом же колхозе.
В 1948 году звено под его руководством собрало в среднем с каждого гектара по 101,2 центнера винограда с площади 3,1 гектара. Указом Президиума Верховного Совета СССР от 9 августа 1949 года удостоен звания Героя Социалистического Труда за «получение высоких урожаев винограда в 1948 году» с вручением ордена Ленина и золотой медали «Серп и Молот» (№ 4337).
Этим же Указом званием Героя Социалистического Труда были награждены труженики этого же колхоза имени Орджоникидзе звеньевые Александр Георгиевич Митичашвили и Сакул Николаевич Митичашвиили.
Проживал в родном селе Велисцихе Гурджаанском районе. Дата его смерти не установлена.